# Tréméloir
Tréméloir är en kommun i departementet Côtes-d'Armor i regionen Bretagne i nordvästra Frankrike. Kommunen ligger i kantonen Châtelaudren som tillhör arrondissementet Saint-Brieuc. År 2018 hade Tréméloir 869 invånare.

## Befolkningsutveckling
Antalet invånare i kommunen Tréméloir
Referens:INSEE